# Psychomyia anaktiri
Psychomyia anaktiri är en nattsländeart som beskrevs av Malicky 1995. Psychomyia anaktiri ingår i släktet Psychomyia och familjen tunnelnattsländor. Inga underarter finns listade i Catalogue of Life.